# Gill (unidad de volumen)

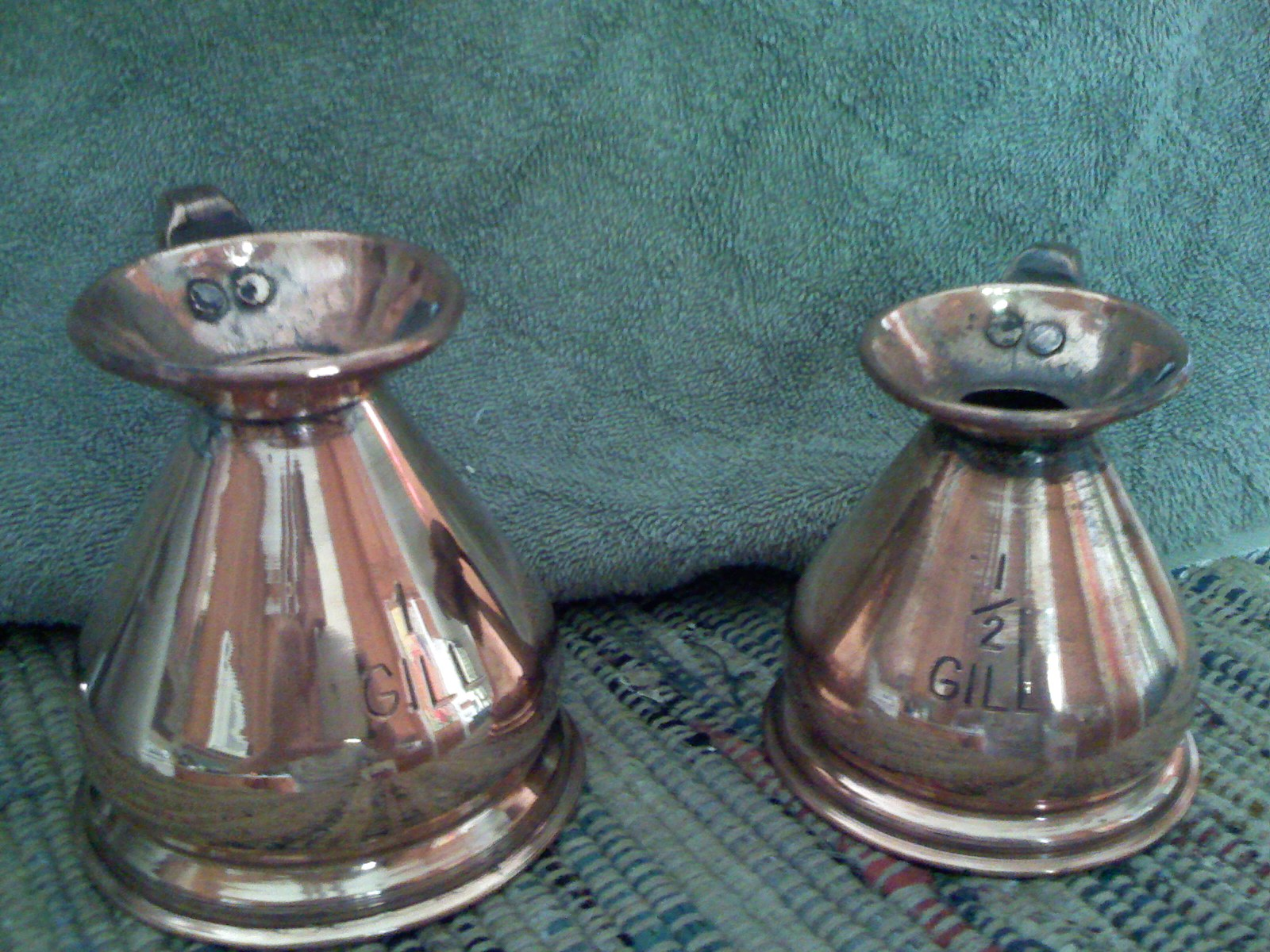
Dos jarras medidoras, la de la izquierda es una medida de 1 Gill y la de la derecha es una medida de 1/2 Gill.

Gill es una unidad de volumen inglesa en el sistema imperial y en los Estados Unidos. La versión imperial usada en el Reino Unido es de 5 onzas líquidas, y es equivalente a 142,0653125 ml; mientras que en los EE. UU. es de 4 onzas líquidas, y es equivalente a 118,29411825 ml.

## Gillimperial o británico
|                     | Unidad                    |
| ------------------- | ------------------------- |
| 0,00089285714285714 | barriles imperiales       |
| 0,03125             | galones imperiales        |
| 0,125               | cuartos imperiales        |
| 0,25                | pintas imperiales         |
| 1                   | gill imperial             |
| 5                   | onzas líquidas imperiales |

## Gillestadounidense
|                     | Unidad                         |
| ------------------- | ------------------------------ |
| 0,00074404761904762 | barriles estadounidenses       |
| 0,03125             | galones estadounidenses        |
| 0,125               | cuartos estadounidenses        |
| 0,25                | pintas estadounidenses         |
| 1                   | gill estadounidense            |
| 4                   | onzas líquidas estadounidenses |